# Боевой катер
Боевой катер — собирательный термин, обобщающий боевые корабли малого водоизмещения (катера), предназначенные для выполнения боевых задач, как правило, в прибрежных водах. 
В классификации ВМФ СССР (позже Российской Федерации — России) собственно боевых катеров нет. Собирательно, в них могут входить все типы, имеющие в названии «катер» и входящие в классы «боевых кораблей». Некоторые авторы используют термин расширительно, включая в него корабли специального назначения и суда обеспечения, а также корабли пограничной охраны, береговой охраны, океанские патрульные корабли (характерны для Великобритании) и им подобные. Общим признаком при этом остается малое водоизмещение. Западная классификация не делает строгого различия между боевыми катерами и следующим по размеру типом — корветами, — объединяя их в класс легких ударных судов (англ. Fast Attack Craft, или FAC).

## История
Хотя под боевыми катерами чаще всего понимают катера эпохи пара и позже, можно уверенно сказать, что катера применялись в военных целях с самого момента их появления. Как только появился катер вообще — маломерное судно в противоположность кораблю, его приспособили для боевого применения. Уже в античных источниках (Диодор Сицилийский, Гомер) есть упоминания о боевом применении катеров. Причём античные авторы говорят об этом как о чем-то давно известном.
В век паруса действия катеров в прибрежных водах, где глубины малы а ветра неустойчивы, часто были решающим фактором в контроле над морской акваторией. Например, во время Северной войны захват Невы по всему течению был осуществленн именно катерами. Появились катера специальной постройки, такие как шхербот или дубель-шлюпка. Позже, во время Датской кампании 1806—1807 гг, Британский Королевский флот долгое время был неспособен обеспечить охрану судоходства в Балтике несмотря на разгром датского флота при Копенгагене.
Паровые боевые катера впервые были применены русскими моряками под командованием С. О. Макарова во время русско-турецкой войны 1877—1878 годов. Тогда успешно действовали паровые катера с буксируемыми и шестовыми минами, а затем и торпедами. Эти минные катера положили начало торпедным катерам, которые широко использовались флотами в Первой и особенно во Второй мировых войнах.
Дешевизна и легкость приспособления к военным целям обеспечили самое широкое применение катеров в войнах всех эпох. Причём переделка и приспособление гражданских типов по важности идут наравне с приобретением катеров, специально построенных для военных целей. Например, среди 23 типов, предлагаемых на 2008 г ЦКБ «Алмаз», 12 основаны на коммерческих прототипах.

## Конструкция
Среди катеров есть представители всех известных и многих экспериментальных конструкций, когда-либо изобретенных в кораблестроении. Например, по конструкции подводной части — килевые и плоскодонные, с реданами или без них, корабли с малой площадью ватерлинии (КМПВ), скеговые, корабли с несущим подводным объемом, и т. д.; по принципу движения — водоизмещающие, глиссирующие, на подводных крыльях, на воздушной каверне, на воздушной подушке, на экранном эффекте; по виду двигателя — моторные и газотурбинные, и т. д.

## Наиболее известные типы катеров

### Собственно боевые катера
- ракетные
- торпедные
- противолодочные
- бронекатера

### Катера специального назначения
- Противоминные (катерные тральщики)
- Десантные

### Морские суда обеспечения
- Катера-торпедоловы

### Рейдовые суда обеспечения
- Рейдовые буксиры
- Суда размагничивания

### Катера пограничной охраны
- сторожевые катера

Корабли Береговой охраны (ранее Морские части пограничных войск) Российской Федерации имеют собственную классификацию, в соответствии с которой пограничные корабли однотипные с кораблями ВМФ классифицируются на ранг выше. Так проект 205П «Тарантул» (классификация НАТО «Stenka»), по всем признакам соответствующий катеру, относился к пограничным сторожевым кораблям 3 ранга (ПСКР).